# فوتبال در بازی‌های آسیایی ۲۰۰۶
فوتبال در بازی‌های آسیایی ۲۰۰۶ در دوحه قطر از ۱۸ نوامبر تا ۱۵ دسامبر ۲۰۰۶ برگزار شد. محدودیت سنی برای تیم مردان زیر ۲۳ است، همان محدودیت سنی در مسابقات فوتبال در بازی‌های المپیک اعمال می‌شود اما هر تیم مجاز به استفاده از سه بازیکن بالای ۲۳ است.

## رده بندی نهایی

### مردان
- قطر
- عراق
- ایران

### زنان
- کره شمالی
- ژاپن
- چین